# بادامک (تاکستان)
بادامک (تاکستان)، روستایی از توابع بخش ضیاءآباد شهرستان تاکستان در استان قزوین ایران است.

## جمعیت
این روستا در دهستان دودانگه سفلی قرار دارد و براساس سرشماری مرکز آمار ایران در سال ۱۳۸۵، جمعیت آن ۲۰ نفر (۴خانوار) بوده‌است.